# Sierra Madre Mountains
Die Sierra Madre Mountains sind ein Gebirgszug im nördlichen Santa Barbara County im US-Bundesstaat Kalifornien. Sie sind ein Teil der Los Angeles Ranges, die selbst Bestandteil der Gebirgsketten der nordamerikanischen Pazifikküste sind. Die Kette streicht von Nordwesten nach Südosten und ist ungefähr 40 Kilometer lang. Auf den höchsten Gipfeln fällt während der Wintermonate Schnee. Herausragende Gipfel sind MacPherson Peak (1752 Meter) und ihr höchster Berg Peak Mountain (1783 Meter). Im Südosten verbindet sich die Kette mit den San Rafael Mountains in einem Wust unbenannter Bergketten, deren höchster Punkt Big Pine Mountain mit einer Höhe von 2080 Meter der höchste Punkt des Santa Barbara Countys ist.
Die Sierra Madre Mountains liegen fast vollständig innerhalb des Los Padres National Forest und bilden die nördliche Grenze der San Rafael Wilderness. Der südöstlichste Punkt der Kette liegt etwa 40 Kilometer nördlich von Santa Barbara und der nordwestliche Endpunkt liegt etwa 90 Kilometer nordnordwestlich der Stadt.
Die überwiegende Vegetation in dieser Bergregion ist Chaparral; Eichenwälder existieren in manchen Gebieten und auf einigen der höheren Bergflanken wachsen kleinere Koniferenwälder. Die Berge sind einer der wichtigsten Lebensräume des gefährdeten Kalifornienkondor. Die Sierra Madre Mountains erheben sich direkt südlich im Anschluss an das Cuyama Valley, das den nördlichen Rand des Santa Barbara Countys bildet.
Geologisch bestehen die Berge fast vollständig aus Sedimentgestein aus dem Tertiär. Zum Großteil handelt es sich um im Eozän ozeanisch entstandenen Sandstein, ein Gebiet im Osten der Bergkette besteht aus im frühen und mittleren Miozän entstandenen Sedimenten. Die Bergkette wird im Süden durch die Nacimiento-Verwerfung und im Norden durch die South-Cuyama-Verwerfung und die Ozena-Verwerfung begrenzt. 
Die Bergkette ist fast völlig unbewohnt, mit Ausnahme der niedrigeren Ausläufer im Norden, der wegen der Förderung von Erdöl und Erdgas im South-Cuyama-Ölfeld erschlossen ist. Eine schwierige einspurige Piste folgt dem Hauptkamm. Sie ist nach Stürmen oft nicht passierbar und kann nur von Allrad-Autos und geländegängigen Motorrädern befahren werden.

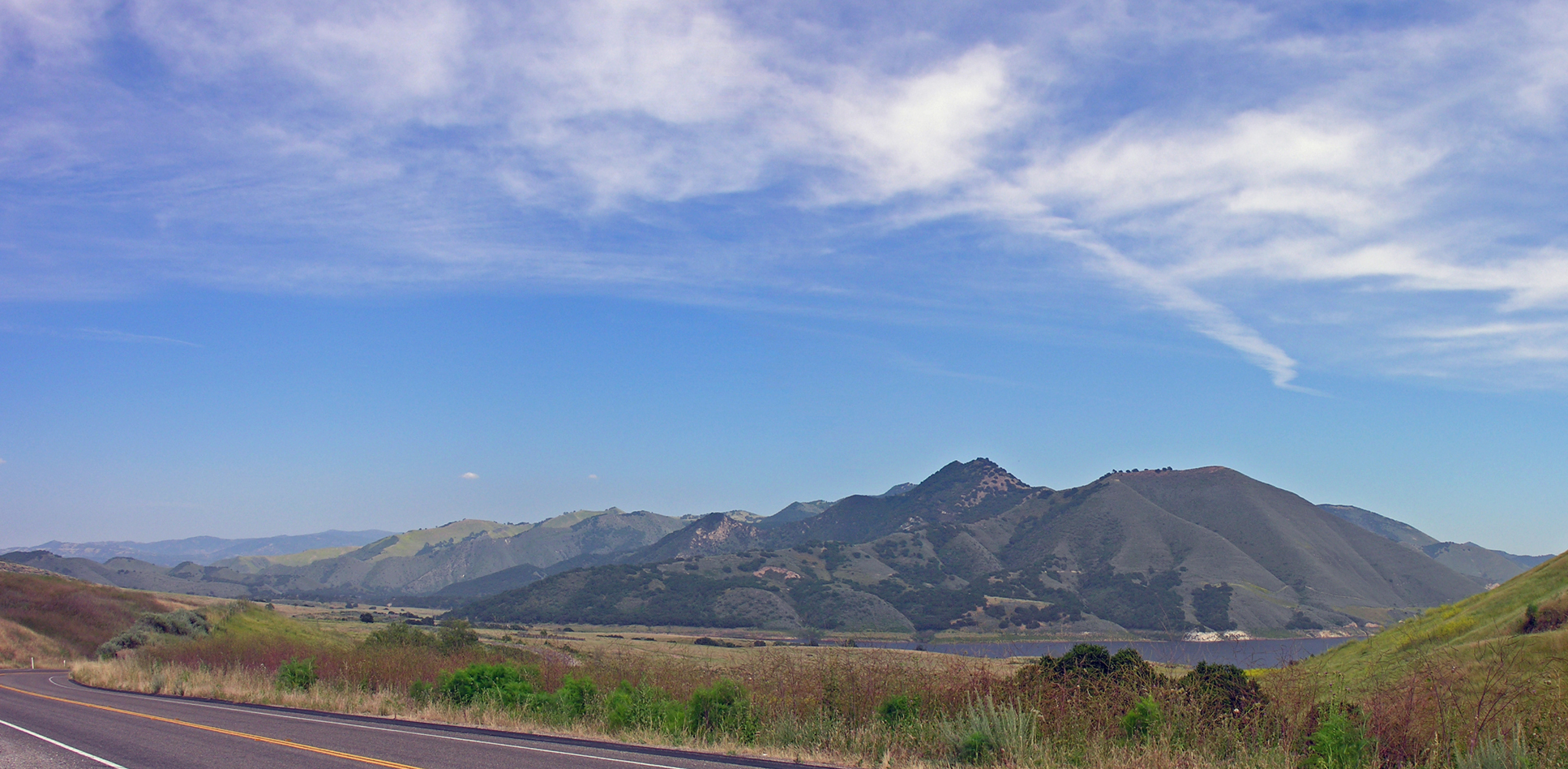
Las Coches Mountain mit dem Twitchell Reservoir im nordwestlichen Teil des Gebirgszugs, Blick von der State Route 166 aus.